# Kerstin Nolte
Kerstin Nolte (* 17. Januar 1978 in Holzminden) ist eine ehemalige deutsche Fußballspielerin. Die Mittelfeldspielerin war zuletzt Spielführerin des Herforder SV.

## Karriere
Nolte begann im Alter von fünf Jahren beim SV Höxter mit dem Fußballspielen; zuletzt spielte sie in der C-Jugend-Bezirksliga in einer Jungenmannschaft, wie seit Beginn an. Für diesen Verein zu spielen war dem Umstand geschuldet, dass ihr Vater Peter "Tralla" Nolte im Verein mit der Kassenführung beauftragt gewesen ist. Im Jahre 1993 wechselte sie zum Regionalligisten BSV Müssen. Am Saisonende 1998/99 folgte der Abstieg aus der Regionalliga West. Ein Jahr später wechselte sie zum Herforder SV Borussia Friedenstal, mit dem sie 2006 in die Gruppe Nord der seinerzeit zweigleisigen 2. Bundesliga aufstieg. Zwei Jahre später folgte der Aufstieg in die Bundesliga. Zum Saisonauftakt am 7. September 2008 gelang ihr bei der 1:3-Niederlage im Auswärtsspiel gegen FCR 2001 Duisburg mit dem Treffer zum  Endstand in der 83. Minute das erste Tor der Friedenstaler Bundesligageschichte. Nach elfjähriger Vereinszugehörigkeit beendete sie zum Saisonende 2010/11 ihre Spielerkarriere.

## Sonstiges
2008 wurde sie von der Stadt Herford und dem Stadtsportverband zur Sportlerin des Jahres gekürt.
Nolte ist hauptberuflich als Kauffrau im Groß- und Außenhandel tätig.

## Erfolge
- Zweimaliger Aufstieg in die Bundesliga als
  - Meister 2. Bundesliga Nord 2008 und 2010
- Meister Regionalliga West 2006 und Aufstieg in die 2. Bundesliga Nord